# Харменберг, Юхан
Юхан Георг Харменберг Окерман (швед. Johan Georg Harmenberg Åkerman; род. 8 сентября 1954, Стокгольм, Швеция) — шведский фехтовальщик, олимпийский чемпион и чемпион мира.

## Биография
Харменберг родился в Стокгольме, Швеция 8 сентября 1954 года. По национальности является евреем. Учился в Массачусетском технологическом институте (MIT), обучение в котором завершил в 1975 году. Он покинул  институт на два года раньше и вернулся в Швецию из США, будучи призванным в армию ещё летом 1974 года.
Вернувшись после службы учился в Стокгольмском университете. Имеет степень доктора медицины и доктора философии в области вирусологии, полученную в Каролинском институте в Стокгольме, Швеция.
Его сын Карл Харменберг фехтовал на шпагах в составе сборной Гарвардского университета, а в подростковом возрасте в 2009 году завоевал золотую медаль на региональном чемпионате NCAA и был выбран во вторую сборную Лиги плюща.

## Спортивная карьера
Выступал за шведский клуб «Föreningen för Fäktkonstens Främjande». Стал чемпионом Швеции среди юниоров и получил 8 золотых медалей на Олимпийских играх, чемпионатах мира и Кубках мира. Помимо этого, завоевал 12 национальных титулов (дополненных 5 серебряными и 6 бронзовыми наградами) на чемпионатах Швеции.

### В университетской команде
В составе команды Массачусетского технологического института «MIT Engineers» (рапира) Окерман в 1974 году выиграл чемпионат Межвузовской ассоциации фехтования и взял бронзу на турнире NCAA (18–5), принеся MIT первый титул в фехтовании за 43 года. Тогда же он получил премию «Varsity Club Award» как «Выдающийся спортсмен-первокурсник года».

### Чемпионат мира
В 1977 году получил титулы чемпиона мира по фехтованию на шпагах в индивидуальном и командном зачётах в Буэнос-Айресе, Аргентина, также завоевал бронзовую медаль в командном зачёте на чемпионате мира 1979 года в Гамбурге, Германия.

### Олимпийские игры
На Олимпийских играх 1980 года в Москве Харменберг завоевал золотую медаль в индивидуальном фехтовании на шпагах. В трёх финальных поединках он выиграл всего в одно касание. Является единственным шведом, завоевавшим индивидуальное золото в фехтовании. Харменберг также был членом шведской сборной по фехтованию на шпагах. С его участием команда заняла 5-е место в командном первенстве.

## Зал славы
В 1977 году включен в Международный еврейский спортивный зал славы.

## Карьера в биотехнологиях
Харменберг — доцент кафедры вирусологии Каролинского института.
В профессиональной сфере он занимал руководящие и научные позиции в биотехнологии: глобальный медицинский директор Pharmacia Upjohn (1995–1997), вице-президент по фармацевтическому развитию Medivir AB (1997–2006), главный медицинский директор Algeta AB (2006–2007), генеральный директор Axelar AB (2007–2015) и Akinion AB (2009–2015), главный медицинский директор Oncopeptides AB (2012–2021). С 2019 год работал в шведской фармацевтической компании Beactica Therapeutics, а в ноябре 2021 года возглавил медицинское отделение LIDDS AB в качестве главного медицинского директора.